# Le origini (fumetto)
Le origini (The Origin) è un volume di fumetti pubblicato dalla casa editrice Dark Horse Comics con protagonista il personaggio di Buffy Summers, la protagonista del telefilm Buffy l'ammazzavampiri.
Questo libro tascabile racchiude tre numeri speciali, estranei alla serie regolare, ispirati alla sceneggiatura del film del 1992 ma che ci presentano una storia più attenta a particolari "canonici" stabiliti poi dalla serie TV.
Il volume in sé non è ancora mai stato pubblicato in Italia, sono però disponibili i singoli fumetti che lo compongono: la casa editrice Play Press Publishing aveva iniziato nel 2000 la commercializzazione dei fumetti di Buffy pubblicandoli in forma di fascicoli singoli con due episodi ciascuno; i primi numeri appartenenti a questa serie sono proprio i fumetti che compongono questo volume. L'esperimento è durato solo per quattro pubblicazioni e poi soppresso definitivamente. Nel 2004 la casa editrice Free Books si è assunta l'impegno di pubblicare tutti i fumetti di Buffy, ma l'intento dichiarato è quello di limitarsi alla serie regolare tralasciando i numeri speciali come questo per i quali non è prevista, al momento, nessuna stampa.
I singoli fumetti pubblicati nel 2000 sono stati dichiarati dalla stessa Play Press completamente esauriti ed è possibile reperirli solo nei vari mercati dell'usato.

## Trama

### Destino libero
- Prima pubblicazione USA: Buffy the Vampire Slayer - The Origin #1: Destiny Free (gennaio 1999)
- Pubblicazione Italia: Buffy l'ammazzavampiri n.1 (settembre 2000)

Buffy Summers è una ragazzina di 15 anni spensierata i cui unici pensieri sono spettegolare con le amiche e discutere sul ballo della scuola. Ogni notte fa strani sogni su ragazze del passato che lottano con strane creature ma non li racconta a nessuno per non essere vista in cattiva luce. Snob e molto attenta alla moda, Buffy tiene a debita distanza le persone apparentemente sbandate tuttavia non può fare a meno di replicare alle battute di due ragazzi, Pike e Benny, che incontra con le amiche al cinema e in una tavola calda. Dopo quell'incontro, i due ragazzi passeggiano nel parco per smaltire la sbornia e, mentre Pike si accascia a terra per vomitare, Benny viene rapito da un vampiro nonostante l'intervento di Merrick.
Costui, la mattina dopo, si presenta di fronte a Buffy e la mette a conoscenza di essere la prescelta per il ruolo di Cacciatrice di vampiri. La ragazza è ovviamente scettica e diffidente, risponde con battute alle richieste di Merrick di seguirla al cimitero, tuttavia si lascia convincere quando l'uomo dimostra di essere a conoscenza dei sogni che Buffy sta facendo e per i quali ha una spiegazione. La sera stessa, quella che doveva essere solo una dimostrazione di cosa sono i vampiri e di come si uccidono sfugge al controllo di Merrick e Buffy è costretta a difendersi eliminando i suoi primi vampiri. L'Osservatore riaccompagna a casa la Cacciatrice dicendole di non parlare dell'accaduto con nessuno: se i vampiri scoprissero il suo nome sarebbero loro a dare la caccia a lei e non viceversa.

### Meccanismo di difesa
- Prima pubblicazione USA: Buffy the Vampire Slayer - The Origin #2: Defensless Mechanism (febbraio 1999)
- Pubblicazione Italia: Buffy l'ammazzavampiri n.1 (settembre 2000)

Buffy cerca di continuare a vivere spensieratamente e si reca agli allenamenti delle cheerleader che Merrick le aveva detto di saltare per iniziare l'addestramento. L'Osservatore l'attende alla fine delle prove per ammonirla e, di fronte alle resistenze della ragazza, la convince scagliandole addosso una lama che Buffy blocca facilmente: solo la Cacciatrice avrebbe potuto riuscirci. Inizia così l'addestramento integrato anche da racconti che Merrick fa alla ragazza sui vampiri del passato e su Lothos, il potente vampiro che sta infestando la zona. Pike riceve la visita di Benny ma rimane talmente impressionato nel vederlo mutato in vampiro da non farlo entrare in casa. Decide tuttavia che è giunto il momento di abbandonare la città e si reca da un meccanico per far riparare la macchina. Mentre prova a farla andare in moto, i vampiri irrompono nell'officina uccidendo il meccanico mentre Pike riesce a fuggire. Viene inseguito e quasi ucciso ma proprio in quel momento compare Buffy che lo salva. Mentre fuggono con la moto del meccanico, Buffy vede Merrick affrontato da Lothos e, ignorando gli ordini dell'Osservatore corre in suo aiuto. Merrick le ordina nuovamente di fuggire perché ancora non è pronta e Pike la porta via. Lothos si concentra così sull'uomo meditando di vampirizzarlo per farsi dire poi il nome della Cacciatrice ma l'Osservatore intuisce il piano del vampiro e si sacrifica sparandosi in bocca. Buffy in fuga sente lo sparo, capisce e scoppia a piangere.

### Disco Inferno
- Prima pubblicazione USA: Buffy the Vampire Slayer - The Origin #3: Disco Inferno (marzo 1999)
- Pubblicazione Italia: Buffy l'ammazzavampiri n.2 (ottobre 2000)

Buffy è sconvolta per la morte di Merrick: si reca nel luogo dove l'osservatore l'addestrava e cerca di pregare per lui dopodiché torna alla palestra dove le amiche stanno preparando gli addobbi per il ballo scolastico e litiga con loro a causa delle loro frivolezze e del loro atteggiamento snob in cui la Cacciatrice non si riconosce più. Decide di non volerne sapere più nulla e si reca in un centro commerciale a comprare il vestito per il ballo, respingendo anche gli incitamenti di Pike a proseguire la lotta.
Il sacrificio di Merrick viene reso vano da Benny quando mette al corrente Lothos sul nome della Cacciatrice e su dove trovarla: al ballo.
Qui Buffy scopre di essere stata scaricata dal proprio ragazzo Jeffrey con un messaggio in segreteria e trova consolazione in Pike venuto, nonostante tutto, al ballo per lei. Proprio in quel momento i vampiri irrompono nella palestra, invitati ingenuamente da un'amica di Buffy, e chiedono espressamente della Cacciatrice. Buffy esce, nella speranza di allontanare i vampiri dalla palestra, ed inizia a combattere, tuttavia altri vampiri fanno irruzione nel locale e attaccano i ragazzi. Mentre la maggioranza di loro fugge attraverso un tunnel, Pike affronta l'ex amico Benny e lo uccide. Buffy sgomina tutti i vampiri che l'hanno seguita all'esterno ma quando decide di rientrare in palestra trova di fronte a lei Lothos: il vampiro cerca di ipnotizzarla con storie sul suo destino e sul passato ma Buffy riesce a resistergli grazie al suo umorismo tipico anni novanta e alla consapevolezza di essere diversa dalle altre (cosa che sia Merrick che Pike le avevano detto). Armata di bomboletta spray e acqua benedetta, la Cacciatrice dissolve il potente vampiro e ritorna in palestra dove l'unico sopravvissuto è Pike circondato da vampiri. Tratto in salvo l'amico, Buffy decide di incendiare tutta la palestra per eliminare in un colpo solo tutti i vampiri all'interno.
Giorni dopo, le amiche sopravvissute stanno spettegolando su di lei e accennano all'espulsione dalla scuola di Buffy, al divorzio dei suoi genitori e all'imminente trasferimento in una cittadina sconosciuta. Di contro, Buffy e Pike vengono mostrati a Las Vegas in cerca di vampiri. L'ultima pagina del fumetto ci fa scoprire che tutto quanto abbiamo letto è in realtà il racconto sul suo passato che Buffy sta facendo a Willow e Xander. Buffy decide di non rispondere alle richieste dei due ragazzi di sapere cosa sia successo poi a Las Vegas e che fine abbia fatto Pike. (la curiosità dei due ragazzi verrà appagata soltanto alla fine del fumetto n.50 della serie regolare Note dal sottosuolo parte 4, ancora inedito in Italia ed in cui sarà Pike stesso, tornato ad aiutare Buffy, a raccontare quanto accaduto a Las Vegas).

## Confronti con il film
Il film uscito nelle sale cinematografiche nel 1992 era stato pesantemente criticato per la trama scialba e per il modo superficiale con cui erano stati sviluppati i numerosi ed interessanti spunti dell'autore Joss Whedon. Lo stesso scrittore si dichiarò insoddisfatto dell'esito finale della pellicola che riscosse inevitabilmente un pessimo successo al botteghino. Quando anni dopo, sull'onda del successo mondiale raggiunto dal telefilm, si decise di rimettere mani alla storia si prestò maggiore attenzione alle idee e ai concetti che Whedon aveva preparato allora per il film.
Lo scrittore Christopher Golden (che realizzerà in futuro altre storie legate a Buffy come il romanzo grafico Angel: Il Divoratore, il fumetto Città della Disperazione pubblicato nel volume Catena alimentare e numerosi romanzi) ci ha consegnato una ricostruzione sulla nascita della Cacciatrice fedele ai flashback mostrati nell'episodio L'inizio della storia - parte 1 (2x21) della seconda stagione con la scena dell'incontro tra Merrick e Buffy (con il lecca-lecca) sugli scalini della scuola e non come mostrato nel film (l'ascensore del centro commerciale). Lo stesso viso di Merrick è stato disegnato come comparso nel telefilm e non con le fattezze dell'attore Donald Sutherland, che lo ha interpretato nel film.
Viene citato che Merrick, prima di Buffy, abbia addestrato e poi visto morire altre cinque Cacciatrici ma è stato volutamente omesso il passaggio in cui l'Osservatore dice a Buffy che lui rinasce ogni volta: non rientra nel canone del Buffyverse e, se così fosse, non avrebbe giustificato l'entrata in scena del nuovo Osservatore Rupert Giles.
I vampiri mostrati nel film volano e non muoiono quando vengono impalettati: nel fumetto si è mostrata più attenzione a questo dettaglio (Benny affacciato alla finestra di Pike non viene disegnato come sospeso per aria e nelle scene di caccia vengono rappresentate le classiche fumate verdi conseguenze del dissolvimento).
I salti temporali alla fine del film vengono colmati e finalmente viene mostrata la palestra in fiamme, causa dell'espulsione dalla scuola di Buffy: nella pellicola la scena manca e nel telefilm l'argomento è solo accennato da Buffy nel suo primo incontro con Giles.
La scena finale del film con Buffy e Pike in viaggio in moto verso una meta sconosciuta viene integrata da un accenno di presenza di vampiri a Las Vegas che giustificano quel viaggio (l'intera vicenda verrà poi ampiamente descritta nel volume Viva Las Buffy!).
Al di là dei dettagli, è la trama stessa dei fumetti ad assumere uno stampo tipicamente televisivo analogo alle altre avventure editoriali di Buffy: la morte di Merrick, che nel film era stata mostrata in maniera teatrale e priva di qualunque necessità, genera finalmente una tensione drammatica in un contesto credibile (il sommo sacrificio per la lotta contro il male).
A giustificazione di altri possibili anacronismi, la storia ci viene presentata, alla fine, non in presa diretta ma come ricordi che Buffy sta raccontando a Willow e Xander nella biblioteca di Giles a Sunnydale: una felice intuizione che ovviamente non poteva essere presente nel film di anni prima.
Joss Whedon stesso si è considerato soddisfatto dell'interpretazione di Golden, giudicandola "una fresca combinazione tra le sceneggiature del film e del telefilm", e ammettendo di non avere difficoltà a considerare questo prodotto come "canonico".